# 이병립 (1874년)
이병립(李秉立, 1874년 음력 3월 29일 ~ ?)은 대한제국 시기의 인물로, 일진회와 시천교 간부를 지냈다.

## 생애
본관은 전주로, 조선 태조의 큰아버지 후손 가문인 완창대군파에 속한다. 아버지는 한학 교육인이었으며, 이병립도 어릴 때부터 한문을 수학하여 책을 많이 읽고 실력을 쌓았다.
이용구가 천도교에서 내분을 일으키다가 1906년에 천도교의 친일 분파를 이끌고 시천교를 설립하던 무렵, 강산을 감상하여 여행 중이었다. 이때 나이는 약 30세였으며, 시천교에 공감하여 입교하고 충청북도 18군지교회장을 맡아 간부가 되었다.
본래 이병립은 충청북도 청주군의 산골 마을에 살면서 고서를 읽고, 나무를 하고 물고기를 잡으면서 살았다. 그러나 1900년에는 대한제국 중추원 의관으로 임명되어 관직에 잠시 나갔다. 이때 6품의 품계를 받은 바 있다.
시천교에 입교한 뒤 포덕사의 직책을 받고 활동했다. 시천교는 일진회와 밀접한 관련이 있는 단체였다. 이병립은 일진회가 의병 탄압을 위한 무장 조직 결성을 추진하던 무렵인 1908년 8월 25일에 일진회 충청북도지부 회장에 올랐다. 이후 한일 병합 조약 체결로 일진회가 해산될 때까지 충북지회장으로 활동했다.

## 사후
- 2008년 민족문제연구소가 발표한 친일인명사전 수록예정자 명단 중 친일단체 부문에 포함되었다.

## 같이 보기
- 일진회
- 시천교

## 참고자료
- 이병립(李秉立) - 국사편찬위원회